# Monaster Opieki Matki Bożej w Kijowie
Monaster Opieki Matki Bożej – prawosławny żeński klasztor w Kijowie, w jurysdykcji eparchii kijowskiej Ukraińskiego Kościoła Prawosławnego Patriarchatu Moskiewskiego. Założony w końcu XIX w. przez wielką księżną Aleksandrę.

## Historia
Budowa monasteru rozpoczęła się w 1889 – w roku, gdy do Kijowa przybyła na stałe wielka księżna Aleksandra Romanowa razem z pierwszymi mniszkami z Lipek. Wznoszenie klasztoru było finansowane z jej osobistych funduszy. W kompleksie monasterskim powstał budynek mieszkalny połączony z cerkwią, szpital z drugą świątynią, szkoła parafialna dla dziewcząt, przytułek dla chorych, przytułek dla ubogich dzieci i sierot, pokoje gościnne, ambulatorium i apteka. W 1891 Aleksandra Romanowa w tajemnicy złożyła wieczyste śluby mnisze przed mnichem przybyłym z Athosu, przyjmując imię Anastazja. Fakt ten był dla jej otoczenia tajemnicą i wyszedł na jaw dopiero po jej śmierci, chociaż księżna żyła stale według studyckiej reguły zakonnej.
Szpital działający przy monasterze wyróżniał się wysokim poziomem opieki lekarskiej, dysponował najnowszymi osiągnięciami medycyny, w nim po raz pierwszy w Kijowie pojawił się aparat rentgenowski. Dzięki dalszemu wsparciu finansowemu założycielki monasteru, która wyprzedała swoje kosztowności, by móc przeznaczyć fundusze na rozbudowę klasztoru, w ostatniej dekadzie XIX w. klasztor nadal się rozwijał. W 1896 rozpoczęta została budowa nowego soboru monasterskiego, którego patronem został św. Mikołaj. Autorem projektu świątyni był Walentin Nikołajew. Car Mikołaj II ufundował przy klasztorze także nowy szpital przeznaczony dla 500 chorych. W 1897, w czasie epidemii tyfusu w Kijowie, wielka księżna Aleksandra utworzyła kolejny szpital, w którym osobiście opiekowała się dotkniętymi chorobą. Trzy lata później założycielka monasteru zmarła i została zgodnie ze swoją wolą pochowana na terenie klasztoru. Także po jej śmierci monaster Opieki Matki Bożej pozostawał pod opieką rodziny carskiej. Państwo co roku przekazywało 80 tys. rubli na prowadzenie przy nim szpitali. W latach 1910–1911 wzniesiono kolejną taką placówkę – szpital chirurgiczny. W 1911 miało także miejsce poświęcenie soboru św. Mikołaja i znajdującej się w nim dolnej cerkwi Ikony Matki Bożej „Życiodajne Źródło”. Piętnastokopułowy sobór nie został jednak ukończony – wybuch I wojny światowej nie pozwolił na wykonanie w jego wnętrzu planowanej dekoracji malarskiej.
W 1919, dwa lata po rewolucji październikowej, władze radzieckie znacjonalizowały mienie monasteru. Mniszki żyły we wspólnocie jeszcze przez cztery lata, rejestrując ją jako spółdzielnię pracy. W 1923 monaster przeszedł pod kontrolę duchownych Żywej Cerkwi, którzy zmusili przełożoną klasztoru, ihumenię Zofię, do rezygnacji z funkcji. Mniszka wyjechała razem z ok. 20 siostrami do Irpienia, gdzie utworzyła tajną wspólnotę mniszą - jej członkinie mieszkały w prywatnych domach, jedynie nocą spotykały się na nabożeństwach. Sam klasztor Opieki Matki Bożej został w 1923 monaster został zlikwidowany i zamieniony na mieszkania robotnicze. W cerkwiach, pozbawionych kopuł, zlokalizowano żłobek, drukarnię i magazyn książek. Wspólnota wznowiła swoją działalność po zajęciu Kijowa przez Niemców w 1941. Mniszki ponownie zorganizowały ambulatorium. Pracujący w nim lekarze wielokrotnie wystawiali fałszywe zaświadczenia o chorobach, by uratować miejscową ludność od wywózek na roboty przymusowe. Mniszki mogły kontynuować pracę w szpitalach także po powtórnym zajęciu Kijowa przez wojska radzieckie, opiekując się chorymi w szpitalu wojskowym. Monaster pozostał czynny także po II wojnie światowej, chociaż mniszki miały prawo korzystania jedynie z części swojego dawnego majątku (niektóre obiekty przeszły na własność państwa). Udało im się przeprowadzić remont budynków mieszkalnych oraz dwóch klasztornych cerkwi. Główny sobór monasterski ponownie poniósł znaczne straty w 1981, wskutek uderzenia pioruna. W czasie prac remontowych po tym wydarzeniu w soborze wykonano pierwszą w historii wewnętrzną dekorację malarską.
Po 1991 w kompleksie klasztornym, na miejscu drewnianej cerkwi Opieki Matki Bożej wzniesiono świątynię murowaną pod tym samym wezwaniem, jej poświęcenie miało miejsce w 1999. W 2007 r. zakończono przywracanie soborowi św. Mikołaja pierwotnego wyglądu – rekonstrukcję zdjętych kopuł.

## Galeria

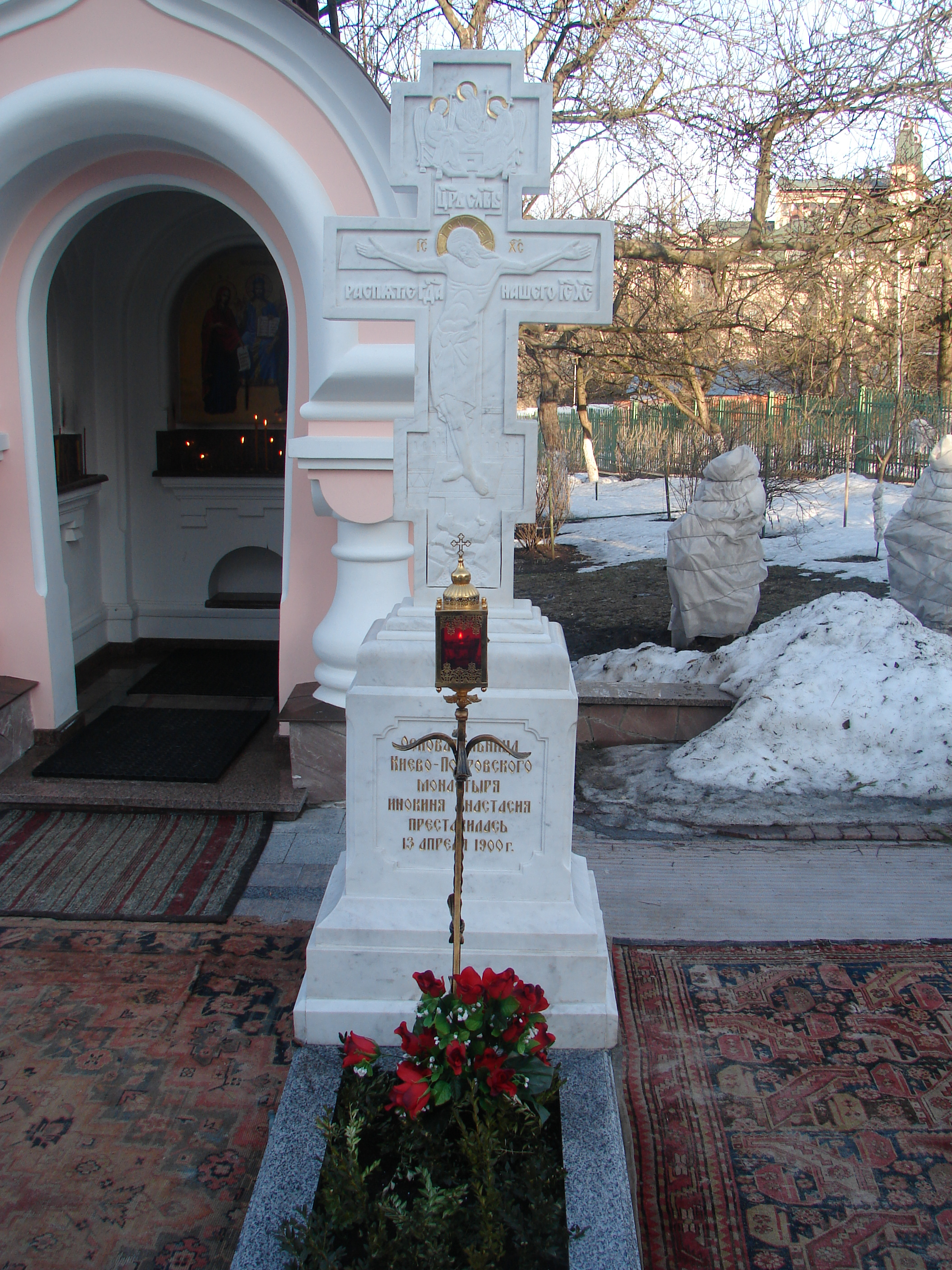
Cenotaf wielkiej księżnej Anastazji – założycielki monasteru
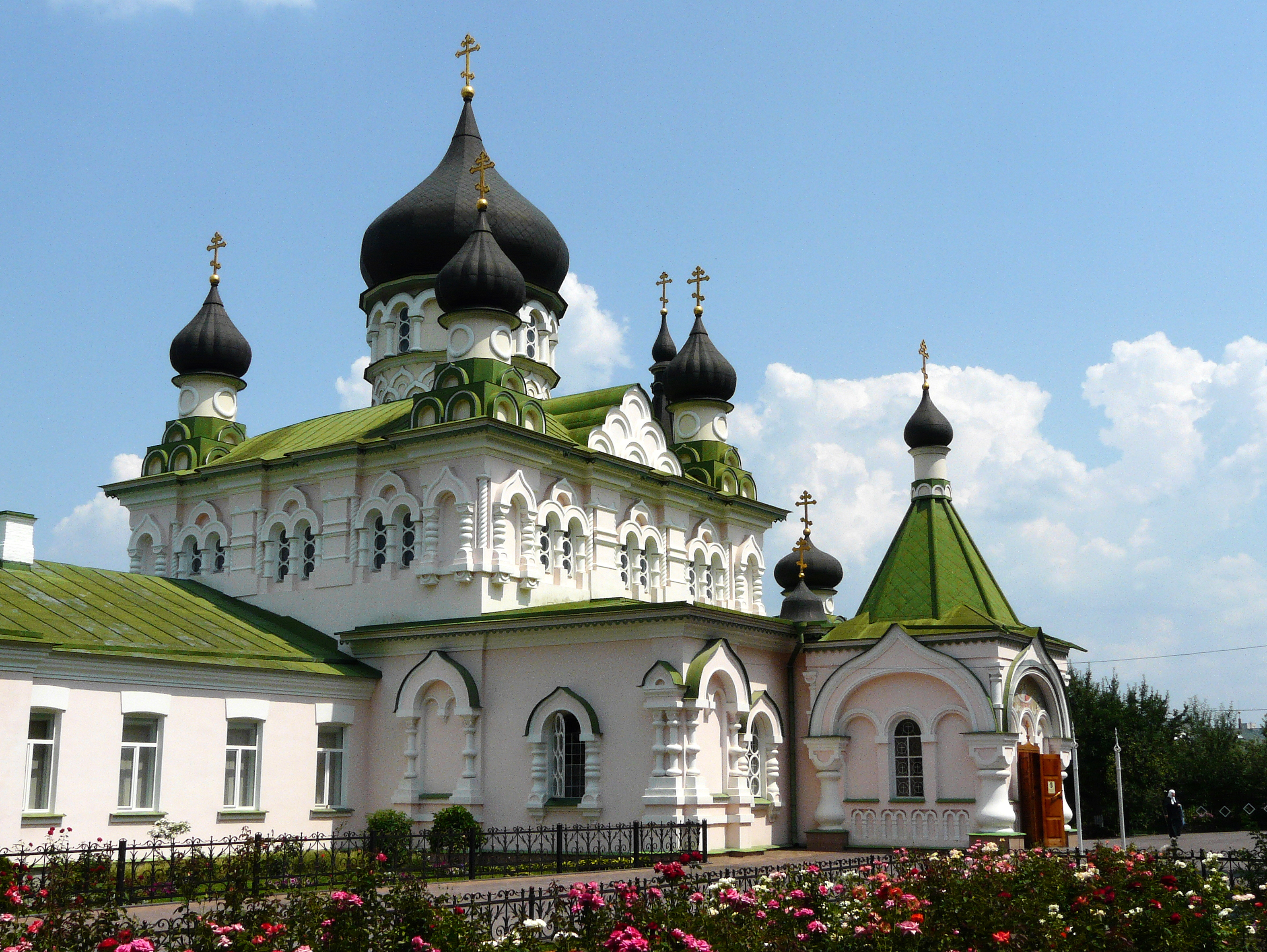
Cerkiew Opieki Matki Bożej
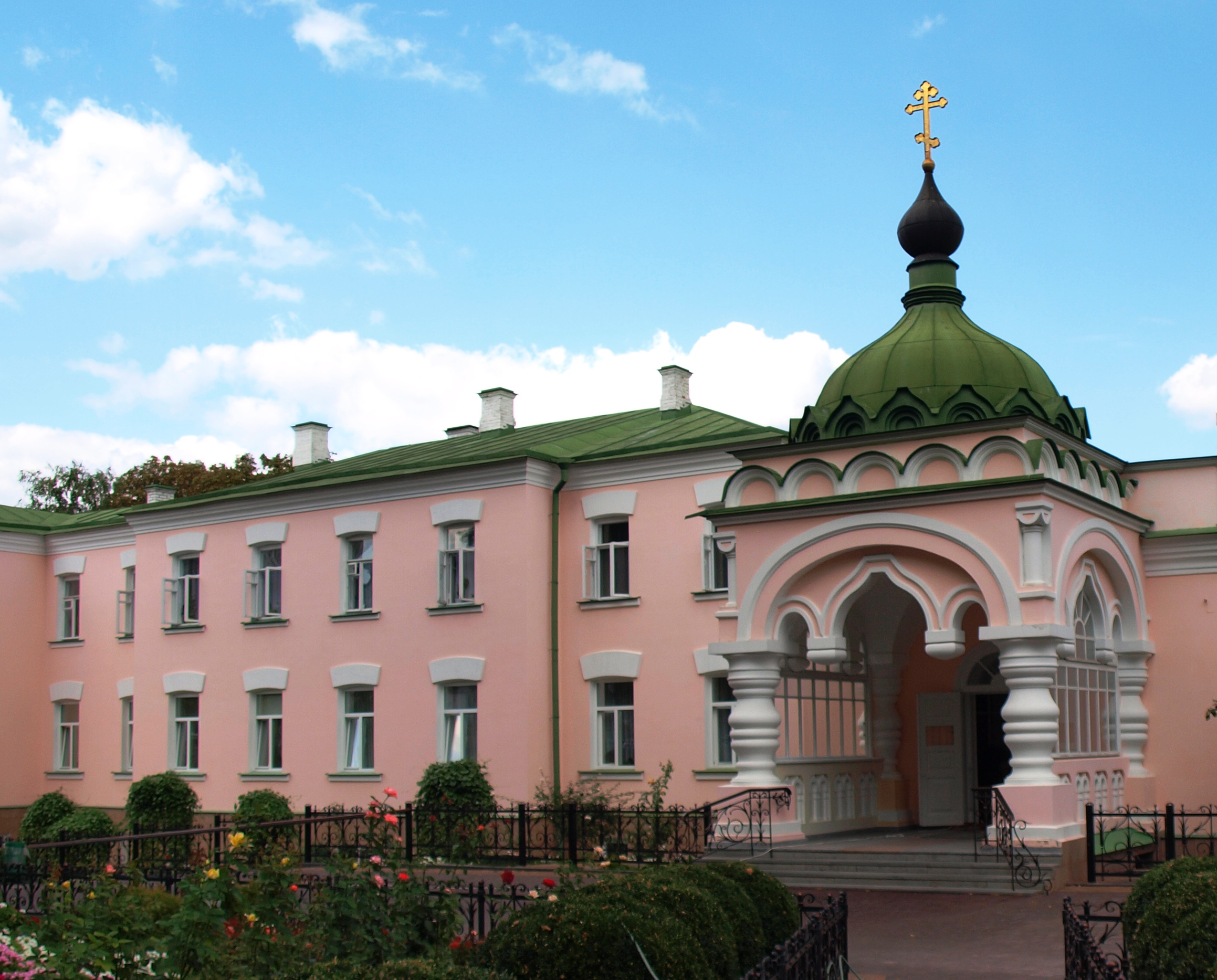
Teren monasteru
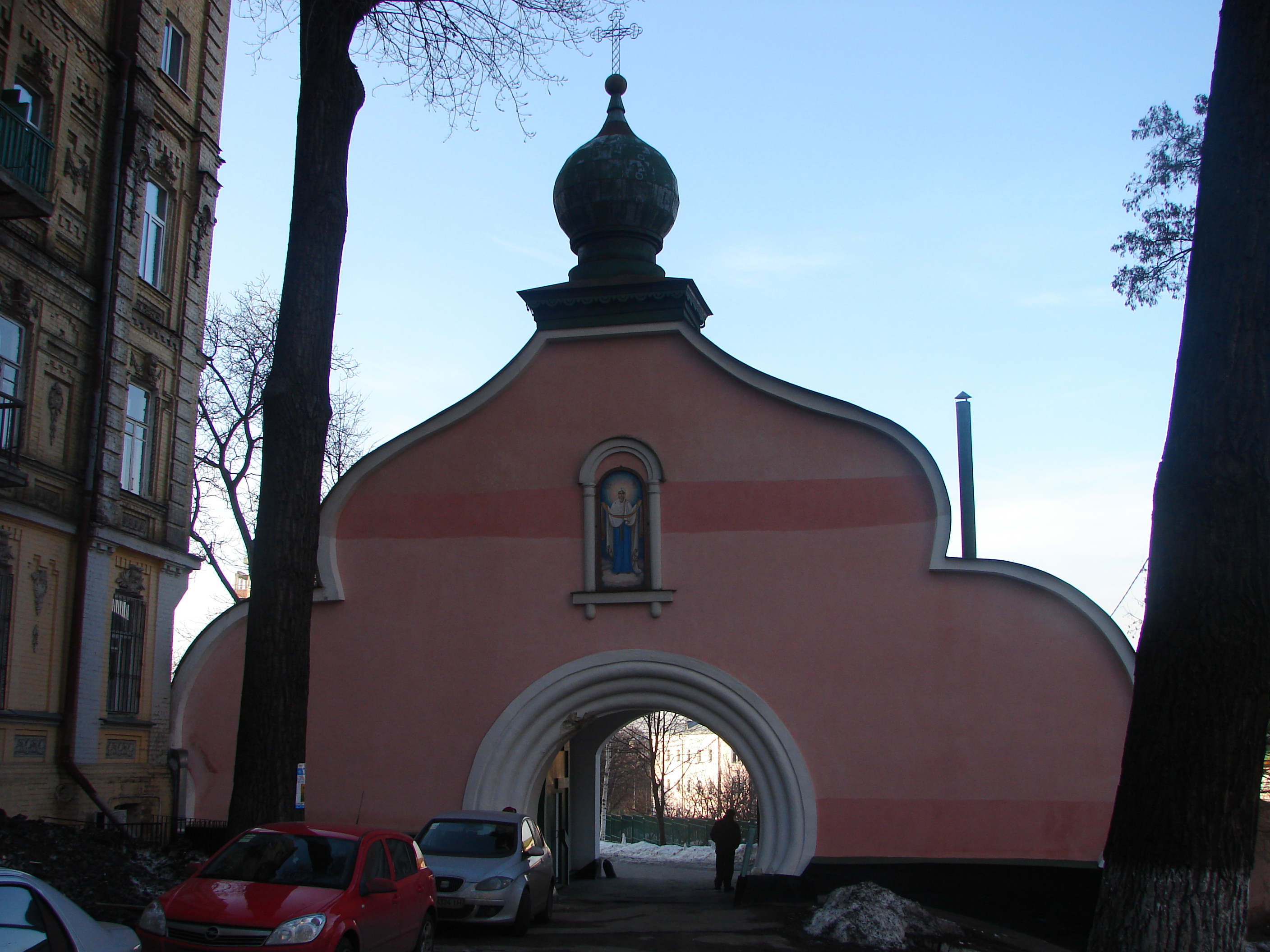
Brama wjazdowa na teren klasztoru (święte wrota)